# Olle Santesson
Olof (Olle) Harder Santesson, född 17 mars 1900 i Stockholm, död där 4 maj 1981, var en svensk arkitekt och målare.
Han var son till häradshövdingen Henrik Santesson och Alfhild Fränckel samt gift med Gerd Morell Söderberg och far till Kåre Santesson och vidare bror till Per Santesson. Han studerade vid Kungliga tekniska högskolan i Stockholm 1919–1921 och 1923–1926 samt vid Konstakademien 1928–1930. Efter sina studier arbetade han som arkitekt i Stockholm, hos Cyrillus Johansson 1932–1935 och hos Bengt Romare och Georg Scherman från 1936. Som konstnär medverkade han i utställningar med Sveriges allmänna konstförening. Hans konst består av målningar utförda i pastell eller gouache. Santesson är begravd på Solna kyrkogård.